# Pierre Schneyder
Pierre Schneyder, né en 1733 à Heringen et mort le 20 janvier 1814 à Vienne, est un archéologue français.

## Biographie
Employé, dans sa première jeunesse, aux travaux du fameux palais de l’Électeur de Cologne, Schneyder a été choisi, par l’archevêque de cette ville, pour être un de ses élèves aux académies de Rome. Après avoir étudié quelque temps la peinture et l’architecture à Paris, Schneyder est parti faire son voyage d’Italie.
Ayant appris la mort inopinée de son bienfaiteur, l’archevêque de Cologne, survenue le 6 février 1761:ix, de passage à Vienne, sur le point de traverser les Alpes, il a été surpris de voir que les ruines de cette ville avaient été si mal décrites et figurées dans les ouvrages des savants. Ayant décidé de les dessiner avec soin et fidélité, il a reçu un accueil hospitalier et plein de bienveillance de la part de plusieurs des principaux habitants, tandis qu’il se consacrait à cette tâche.
Schneyder parlait des monuments de Vienne avec un tel enthousiasme que les Viennois y ont remarqué des beautés qu’ils avaient ignorées jusque-là. Convaincus de l’utilité de fixer à Vienne un artiste dotés de ses talents, de son éducation et de son attachement aux monuments de leur art, deux magistrats viennois, du nom de Ginet et Bernard, sensibles à la gloire de leur patrie, ont réussi à le persuader, vers 1755 ou 1756:ix, de terminer ses voyages à Vienne.
Comme professeur de dessin, il pouvait répandre parmi la jeunesse viennoise le gout et la pratique des beaux-arts, et par ses travaux, il pouvait contribuer à faire connaitre les monuments, trop négligés jusque-là, de la ville de Vienne, et leur rendre leur lustre. Flatté de ces égards et séduit par la perspective de l’étude des antiquités de cette ville, Schneyder a accepté de renoncer à ses premiers projets et d’oublier l’Italie pour rester à Vienne.
En 1775, sur la demande de Ginet et Bernard, une école royale et gratuite de dessin, dont il a été nommé professeur avec appointements fixes, et un logement dans les bâtiments du collège a été créée à Vienne par lettres patentes du Roi. Ce n’est qu’à partir de cette époque que le dessin a été enseigné dans cette ville.
Schneyder consacrait tous les moments, qu’il n’employait pas à ses leçons, à de scrupuleuses recherches sur les restes de la grandeur romaine dans Vienne qu’il s’est appliqué à dessiner et à décrire avec la plus grande exactitude, n’épargnant aucune peine pour retrouver et suivre les traces des anciens remparts de Vienne, dont l’étendue était alors tout à fait oubliée. Il a levé géométriquement le plan de cette ville, et y a tracé avec soin l’enceinte, et les édifices antiques. Il a fait des fouilles dans l’amphithéâtre, a dessiné et mesuré les restes de cet édifice, dont on n’avait alors qu’une idée très confuse. Il a retrouvé les vestiges du théâtre, dont l’existence n’était même pas soupçonnée avant lui. Il a constaté que le massif connu sous le nom antique d’Eumedium, et sous le nom moderne de Pipet, n’avait pas été un simple fort, mais avait dû former le capitole viennois.
Émule de l’érudit nimois Jean-François Séguier, qui avait fait revivre l’inscription de la Maison carrée de Nimes, il a découvert, par le même procédé, celle du temple d'Auguste et de Livie, composant, pour l’explication de ses dessins, plusieurs dissertations, qu’il a fait précéder d’une histoire de Vienne. Ces écrits, dont le style et l’orthographe trahissent l’origine étrangère de leur auteur, ont servi, en grande partie, de base à tout ce qui a été publié par la suite sur les antiquités de Vienne.
Pendant tout le temps qu’il a vécu à Vienne, Schneyder a recueilli soigneusement toutes les ruines de l’art antique que le hasard y faisait découvrir, ainsi qu’aux environs. Il les a réunis dans des salles du collège qui ont été mises à sa disposition. Il a ainsi composé, à ses frais, un véritable musée où l’on voyait avec le plus grand intérêt, dans les nombreux objets qui le composaient, autant de témoins fidèles de l’ancienne magnificence de Vienne.
L’empressement des artistes et des voyageurs instruits à visiter cette collection, lui a conféré une célébrité qui a signalé à l’administration municipale de l’intérêt qu’avait le pays à la conserver. L’un des préfets du département de l’Isère, Gabriel Ricard de Séalt, ayant su apprécier l’importance de ses travaux, a usé de son crédit auprès du gouvernement pour obtenir les moyens de faire graver ses dessins, et pour faire établir à Vienne un musée public offrant, outre les antiquités locales, toutes les ressources nécessaires à l’étude et à l’enseignement des beaux-arts.
La mort prématurée de Schneyder ne lui a pas permis d’exécuter ces projets. Mort dans un état fort voisin de la misère, ayant englouti toutes ses économies dans la construction du Théâtre municipal de Vienne, en 1782:xxvj, il n’a pu publier ses dessins et ses recherches, dont la publication lui paraissait le couronnement et la récompense de ses longs travaux. Il n’a eu droit qu’au titre de conservateur du musée de Vienne. L’administration municipale a acquis ses dessins et son manuscrit, et les a déposés dans la bibliothèque de la ville. Dès 1809, en vertu d’arrangements pris avec lui, sa collection de marbres antiques avait été transportée du collège dans l’église de l’ancienne abbaye de Saint-Pierre.
En 1815, le peintre Étienne Rey lui a succédé dans les fonctions de directeur du musée et de professeur de dessin.

## Publications
- Pierre Schneyder et E.-J. Savigné (dir.), Histoire des antiquités de la ville de Vienne : manuscrit inédit de P. Schneyder. Publié avec une notice historique et biographique sur P. Schneyder, fondateur du Musée, directeur de l’école de dessin de Vienne… Note sur le manuscrit de Schneyder, un portrait…, une gravure…, Vienne, Savigné, 1880, xxxix, 118, 1 vol. : planche, portrait ; in-12 (lire en ligne).
- Notice du Musée d’antiquités de la ville de Vienne, Vienne, Vve Labbé, 1809, 28 p., in-8°.